# Francesco Conversano
Francesco Conversano (Monopoli, 29 marzo 1952) è un regista italiano.

## Biografia
Ha realizzato circa cento documentari. Nel 1980 con Nene Grignaffini, con la quale ha firmato ogni opera, ha fondato a Bologna la società di produzione MOVIE MOVIE.
Per Francesco Conversano il documentario è cinema del reale, prezioso strumento per raccontare il nostro tempo, uomini e luoghi del mondo.
Per Francesco il documentario non è un ''racconto oggettivo'' della realtà ma piuttosto ''racconto soggettivo'' e ''personale'' che “mette in scena” la realtà con il proprio sguardo.
Per Conversano l'estetica e il linguaggio filmico non sono un elemento esclusivo della ''fiction''.
Il film-documentario deve esprimere e sperimentare sempre una propria forma di rappresentazione linguistica coerente con la propria poetica.

## Premi e partecipazioni
Ha partecipato a numerosi festival vincendo premi nazionali ed internazionali tra cui:
2014 - Parma International Music Film Festival - Parma

“Violetta d'Argento” per il miglior film musicale

con “Francesco Guccini La mia Thule”
2013 - Premio giornalistico televisivo Ilaria Alpi - Riccione

Premio per la migliore fotografia - Menzione Miran Hrovatin 

con “Muri”
2009 - Rhode Island International Film Festival - Rhode Island

Premio per la Migliore Fotografia 

con “Megalopolis” 

(Los Angeles, San Paolo, Il Cairo, Karachi, Shenzhen, Tokyo)
2009 - PIDA. Premio Ischia di Architettura - Ischia

con “Megalopolis” 

(Los Angeles, San Paolo, Il Cairo, Karachi, Shenzhen, Tokyo)
2008 - 11th United Nations Association Film Festival – Stanford (California)

Premio per la Migliore Fotografia 

con “Megalopolis” 

(Los Angeles, San Paolo, Il Cairo, Karachi, Shenzhen, Tokyo)
2008 - Premio giornalistico televisivo Ilaria Alpi - Riccione

Premio della Critica 

con “Megalopolis” 

(Los Angeles, San Paolo, Il Cairo, Karachi, Shenzhen, Tokyo)
2008 - Premio Internazionale del Documentario e del Reportage mediterraneo - Torino

Premio Speciale "Arco Latino" 

con “Partire, Ritornare. In viaggio con Tahar Ben Jelloun”
2007 - 'Ischia Film and Musica Global Fest - Ischia

Premio Documentario

con “Il bravo gatto prende i topi”
2006 - David di Donatello

Miglior documentario di lungometraggio 

con “Il bravo gatto prende i topi”
2006 - Capri, Hollywood Film Festival - Capri

Premio Documentario

con “Il bravo gatto prende i topi”
2005 - Worldfest. Houston International Film Festival - Houston

Gold Remi Award

con “Blue Highways. Voices of the Other America”
2000 - Future Film Festival - Bologna

Primo Premio 2000 DIGITAL AWARD 

con “DIECI PAROLE AL DUEMILA”
1998 - Backstage Festival – Bologna

Premio Cinema

con “Caro Nanni”
Con le sue opere Conversano ha partecipato e ottenuto riconoscimenti a Festival ed eventi internazionali tra cui:
Mostra Internazionale del Cinema di Venezia, Triennale di Milano, Solomon R. Guggenheim di New York, MASS Moca del Massachusetts, Centre Georges Pompidou di Parigi, New York Film Festival, Taormina FilmFest, Festival Internazionale del Film di Locarno, Hot Docs Canadian International Documentary Festival di Toronto, Indie Memphis Film Festival, FIFA di Montreal, IDFA di Amsterdam, Festival Internazionale del Film di Roma, Chicago International Documentary Film Festival, Houston International Film Festival, Asiatica Film Mediale di Roma, Denver Film Festival, San Francisco Documentary Festival, Tiburon International Film Festival, Torino Film Festival, Festival della Letteratura di Mantova, Kosmopolis – International Litterature di Barcellona, Tokyo Japan Prize, Le Voci dell'inchiesta di Pordenone, Trieste Film Festival, Ischia Global Fest, Capri, Hollywood Film Festival, International Media North-South Forum di Ginevra, Festival della Letteratura di Viaggio di Roma, Italia Film Festival di Los Angeles, PIDA – Premio Ischia di Architettura, Sole e Luna Doc Fest, Prix du Documentary et du Reportage Mediterraneen di Torino, Cinemambiente – Enviromental Film Festival di Torino, Oxford Film Festival, Fiera del Libro di Torino, Istituto Italiano di Cultura di Parigi, Creativitalia: The Joy of Italian Design di Tokyo, Museo del Castello di Rivoli, FIPA di Biarritz, Arizona International Film Festival, Abu Dhabi Film Festival, Parma International Music Film Festival, Aljazeera International Documentary Film Festival, Torino Film Festival, BIOGRAFILM Festival, Festa del Cinema di Roma, Festival Cinemambiente Torino, ADFF – Architecture and Design Film Festival NY, AFFR – Architecture Film Festival Rotterdam, Filmmuseum Munchen.

## Filmografia

### Film documentari
- Un paese ci vuole. Zavattini, Luzzara e il Po (2024)
- Paisan, ciao  (2022)
- Oltre la vita delle forme. Il complesso funerario Brion e il cimitero di San Cataldo (2021)
- Carlo Scarpa e Aldo Rossi. Maestri di poesia e di memoria (2020)
- Steinbeck e il Vietnam in guerra (2020)
- Ottanta ! Riflessioni di Romano Prodi  (2019)
- Cara Merieme. Lettera di Tahar Ben Jelloun sul Razzismo (2019)
- I tre architetti. Frank Lloyd Wright, Mies Van Der Rohe, Gio Ponti (2015)
- Viaggio in memoria di John Fitzgerald Kennedy (2017)
- Francesco a Cuba (2017)
- Son morto che ero bambino. Francesco Guccini va ad Auschwitz (2017)
- Spose di guerra (2016)
- C'è un posto per me nel mondo. (2016)
- Ho scelto la prigionia. Diario di un Internato Militare Italiano (2015)
- La linea gialla. Bologna, 2 agosto (2015)
- Ritorno a Spoon River (Return to spoon River) (2015)
- Ai cari soldati. Storie di donne nella Grande Guerra (2014)
- Pinocchi di trincea. Il corpo ferito nella Grande Guerra (2014)
- La Repubblica delle idee (2013)
- Autostop. Italiani in viaggio al tempo della crisi (2013)
- Francesco Guccini La mia Thule (2013)
- Caro Dudù. Un ritratto di Raffaele La Capria (2012)
- Viaggetto nella pianura (2012)
- Muri (2012)
- Paesaggi con figure (2011)
- Letteratura e Risorgimento (2010)
- Narratori di pianura e da bar (2010)
- Viaggetto sull'Appennino. A piedi da Piacenza a Rimini (2009)
- Ci sentivamo Superman. Storie di disagio giovanile (2009)
- Perché Napule nun po' murì. Storie di disagio giovanile (2009)
- I luoghi dell'altro. Diario di viaggio di Joe R. Lansdale in Puglia (Other people's places. Joe R. Lansdale Notebooks in Puglia) (2009)
- PAsseggiate romane. Diario di viaggio di Mo Yan (Walking Rome. Mo Yan's Travel Book) (2009)
- Strade Blu. La provincia americana al tempo della crisi (Blue Highways. Small Town America in a Time of Crisis) (2009)
- Chi mi ridarà quegli anni. Storie di bullismo e disagio giovanile (2008)
- Megalopolis (2007)
- Amma. La madre dei "senza terra" (2007)
- Indigeni della repubblica (Indigenes de la republique) (2007)
- Partire, Ritornare. In viaggio con Tahar Ben Jelloun (Partir et Revenir. En voyage avec Tahar Ben Jelloun) (2007)
- Il mare in una stanza (2007)
- Allegro con spirito. Claudio Abbado e l'Orchestra Mozart (2006)
- Taccuino indiano (Indian Notebook) (2006)
- Dove la bellezza non si annoia mai. A Bologna con Tahar Ben Jelloun (2005)
- Atlante veneziano (2005)
- Il bravo gatto prende i topi (The good cat caches the mice) (2005)
- Buongiorno Cina. Storie del secolo cinese (Good morning China. Stories from the Chinese Century) (2005)
- Central express (2004)
- Bologna e Bologna (2003)
- Due o tre cose che so di lei. Tonino Guerra e la Romagna (2003)
- Strade blu. Storie dalla provincia americana (Blue Highways. Voices of the Other America) (2004)
- Strade blu. Storie dalla provincia americana (Blue Highways. Voices of the Other America) (2002)
- Nell'anno 2002 di nostra vita. Io, Francesco Guccini... (2002)
- Lucio Dalla Confidential (2001)
- Shanghai mon amour. Le notti di Mian Mian (Shanghai mon amour. Mian Mian Nights) (2000)
- Jazz e dintorni. Un giorno con... (2000)
- Fra il Danubio e il mare. Il mondo di Claudio Magris (Between the Danube and the sea. The World of Claudio Magris) (2000)
- La vera storia di Björn Larsson. Un vagabondo a Gilleleje (The real story of Björn Larsson. An hobo in Gilleleje) (2000)
- Mosca non ha cuore. Il mondo di Vladimir Sorokin (Heartless Moscow. The World of Vladimir Sorokin) (2000)
- Que viva Mexico! Paco Ignacio Taibo II e Città del Messico (Que viva Mexico! Paco Ignacio Taibo II y Mexico City, DF) (2000)
- Barry Gifford. Un cuore selvaggio a New Orleans (Barry Gifford. Wild heart in New Orleans) (1999)
- Dieci parole al Duemila (1997)
- Gone with the Vespa. Al cinema in Vespa (1996)
- Caro Nanni (1993)
- Viaggetto sul Po (1991)
- La rosa dei nomi (1989)
- Architetto: Renzo Piano (1987)